# Платен, Бальцар фон (1804—1875)
Бальтцар Юлиус Эрнст фон Платен (швед. Baltzar von Platen; 16 апреля 1804,  Вестра-Гёталанд - 20 марта 1875, Стокгольм) – шведский граф,  государственный и военный деятель, адмирал военно-морского флота Швеции, дипломат, министр ВМФ Швеции (1849-1854 и 1862-1868), министр иностранных дел Швеции (10 ноября 1871 — 17 декабря 1872).

## Биография
Семья фон Платен родом из Германии. Сын генерал-губернатора Норвегии графа  Бальцара фон Платена (1766-1829).
Женился на баронессе Софии Элеоноре Шарлотте Де Гир аф Леуфста и стал одним из самых богатых людей своего времени, благодаря наследству и выгодной женитьбе. Учился морскому делу, служил на флоте.
Граф Бальцар фон Платен был инициатором проекта строительства Гёта-канала был контр-адмирал, член правительства Швеции граф Бальцар фон Платен, ставший председателем правления Гёта-канала. Он организовал разработку проекта и получил необходимую финансовую и политическую поддержку. Его планы привлекли поддержку правительства и нового короля Карла XIII,  который видел канал как способ модернизации Швеции. 
Платен начал и руководил проектом строительства Гёта-канала, построенного в 1810–1832 гг. В этот период он руководил Trollhätte Canal Company и положил начало сооружению восточной части канала.
Одно из первых судов, построенных на верфи в  Норчепинге, было названо в 1834 г. в честь Бальтцара фон Платена.

## Награды
- Орден Серафимов
- Орден Полярной звезды
- Орден меча
- Орден Вазы
- Орден Святого Олафа
- Почётный доктор Оксфордского университета